# Bruchidius marginalis
Bruchidius marginalis är en skalbaggsart som först beskrevs av Fabricius 1777.  Bruchidius marginalis ingår i släktet Bruchidius, och familjen bladbaggar. Arten har ej påträffats i Sverige.